# 隅田川

隅田川

隅田川（日语：／ Sumida gawa */?）是位於日本東京的河川，也是貫穿東京市中心的河川中最寬的，為荒川支流之一，全長23.5公里，屬於日本政府列管的一級河川。從東京都北區新岩淵水門開始與荒川分流，往東南向後在南千住轉西南向，沿途與新河岸川、石神井川、神田川、日本橋川等支流河川會合，最後注入東京灣。古時有「墨田川」、「角田川」等稱呼，其中從吾妻橋以下的河段在江戶時代被稱為「大川」。隅田川原為荒川主流的最下游河段，至大正時代開鑿荒川放水路後被取代。

## 歷史
隅田川最早為入間川的下游河道，1629年因荒川改道而成為荒川之主流。在1683年（貞享三年）前為下總國與武藏國的分界，但另有一說是在寬永年間（1622年-1643年）以前。
為了防患洪水，日本從明治末期到昭和初期闢建「荒川放水路」，以岩淵水門為起點，將荒川的下游進行分流。1965年3月24日，日本政府正式將荒川放水路定為荒川主流，而將岩淵水門以下的荒川河道以俗稱改名為「隅田川」。

## 隅田川流域內的自治體
- 東京都
  - 北區
  - 足立區
  - 荒川區
  - 墨田區
  - 台東區
  - 江東區
  - 中央區

## 隅田川上的橋樑
江戶時代由於防備上考量有架橋限制，明治時期大多使用隅田川渡船。其後隨著交通量的增加而設置不少木橋，但於關東大地震時大多被破壞，後來多改為鐵橋。
由於隅田川上的橋樑，所採用的橋體種類相當多元，也相當程度的表現了東京的都市變化，使得隅田川有「橋樑博物館」之稱號。
- 新神谷橋（日语：新神谷橋）（環七通）
- 新田橋（日语：新田橋）
- 新豐橋
- 豐島橋（東京都道307號王子金町江戶川線）
- 首都高速中央環狀線橋梁
- 小台橋（日语：小台橋）（小台通 東京都道458號白山小台線）
- 尾久橋（尾久橋通 東京都道・埼玉縣道58號台東鳩谷線）
- 新交通日暮里・舍人線隅田川橋梁（東京都交通局日暮里-舍人線）
- 尾竹橋（尾竹橋通（日语：尾竹橋通り））
- 上水千住水管橋（東京都水道局的上水管）
- 京成電鐵隅田川橋梁（京成電鐵本線）
- 東京電力送電橋
- 千住水管橋（東京都水道局的工業用水管）
- 千住大橋（日语：千住大橋）（國道4號・日光街道）
- 常盤線隅田川橋梁（JR東日本常磐線）
- 首都圈新都市鐵道隅田川橋梁（首都圈新都市鐵道筑波快線）
- 日比谷線隅田川橋梁（東京地下鐵日比谷線）
- 千住汐入大橋（日语：千住汐入大橋）（東京都道314號言問大谷田線）
- 水神大橋（日语：水神大橋）（東京都道461號吾妻橋伊興町線支線）
- 白鬚橋（日语：白鬚橋）（明治通）
- 櫻橋（日语：桜橋 (東京都)）
- 言問橋（日语：言問橋）（國道6號・言問通（日语：言問通り））
- 東武花川戶鐵道橋（日语：隅田川橋梁 (東武伊勢崎線)）（東武鐵道伊勢崎線）
- 吾妻橋（雷門通（日语：雷門通り））
- 駒形橋（日语：駒形橋）（淺草通）
- 廄橋（日语：厩橋）（春日通）
- 藏前橋（日语：蔵前橋）（藏前橋通（日语：蔵前橋通り））
- 藏前專用橋（日语：蔵前専用橋）（NTT電話通信線）
- JR總武線隅田川橋梁（日语：隅田川橋梁 (総武本線)）（JR東日本總武線）
- 兩國橋（日语：両国橋）（國道14號、京葉道路）
- 首都高速6號向島線橋梁（兩國交流道）
- 新大橋（新大橋通（日语：新大橋通り））
- 清洲橋（清洲橋通（日语：清洲橋通り））
- 隅田川大橋（水天宮通（日语：水天宮通り）・首都高速9號深川線下）
- 永代橋（永代通（日语：永代通り））
- 相生橋（日语：相生橋 (東京都)）（清澄通（日语：清澄通り））
- 中央大橋（日语：中央大橋）（八重洲通）
- 佃大橋（日语：佃大橋）（東京都道473號新富晴海線）
- 勝鬨橋（晴海通）

## 河川環境・生態系
冬季有紅嘴鷗飛來過冬。

## 關連河川
- 新河岸川
- 神田川
- 石神井川
- 日本橋川
- 龜島川